# رؤیای ناتمام
رؤیای ناتمام یک مجموعه تلویزیونی محصول سال ۱۳۸۲ به کارگردانی جواد اردکانی،  تهیه‌کنندگی مسعود اطیابی می‌باشد که در ماه رمضان ۱۳۸۲ از شبکه دو پخش شد. این مجموعه در ۲۵ قسمت ۳۰ دقیقه‌ای تهیه شد. جوانی به نام آرش قصد ازدواج با دختری به نام ساناز را دارد. اما مادر این دختر که بسیار سخت گیر است، شرایط عجیب و مشکلی را پیش روی این جوان می‌گذارد. آرش هم با نارضایتی تلاش می‌کند به هر ترتیب که شده خواسته‌های مادر ساناز را برآورده کند. از طرف دیگر، پدر آرش یک مخترع سرشناس و برجسته است و آخرین اختراعش دستگاهی است که بر روی حافظه افراد تأثیر می‌گذارد. این اختراع از سوی تعدادی تبهکار مورد توجه است و آن‌ها می‌خواهند به هر ترتیب که شده آن را به دست بیاورند.

## بازیگران
- رضا بنفشه‌خواه
- پوراندخت مهیمن
- حسن رضیانی
- رضا بابک
- هایده حائری
- رضا عظیمی
- رضا فیض نوروزی
- روح‌الله مفیدی
- عاطفه رضوی
- عباس محبوب
- علیرضا نجف‌زاده
- غلامحسین لطفی
- فرهاد خانمحمدی
- کورش نبی‌زاده
- محمود بنفشه‌خواه
- محمود بهرامی
- مرتضی ضرابی
- میترا مرادی
- نیلوفر دوستی